# Элка 6521

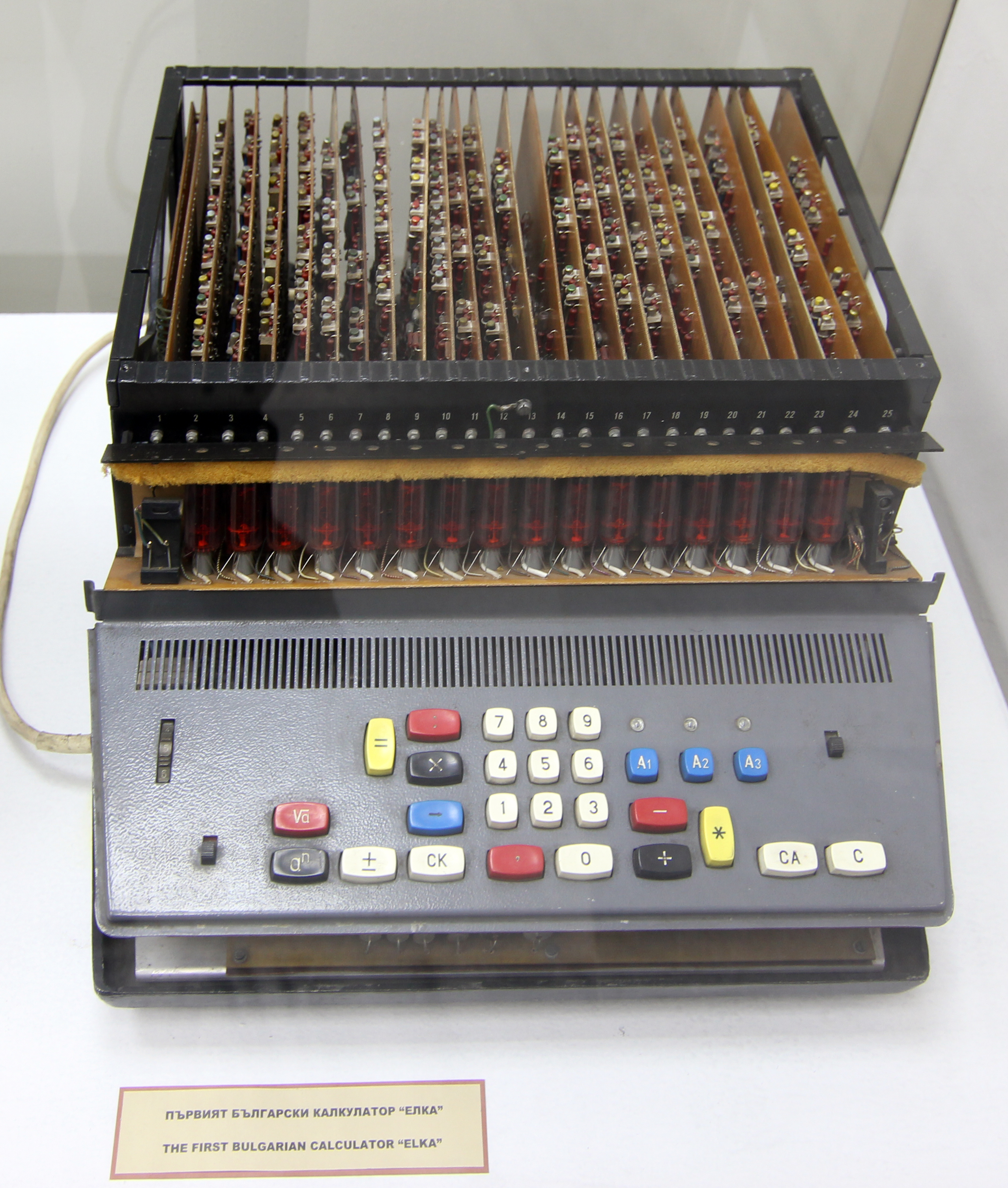
Калькулятор «Элка 6521» в Национальном политехническом музее

«Элка 6521» — первый болгарский электронный калькулятор (электронная клавишная вычислительная машина), производство которого началось в 1965 году на заводе «ИЗОТ». Разработчики — Стефан Ангелов, Любомир Антонов и Петр Попов, сотрудники Института математики Болгарской академии наук, удостоенные Димитровской премии I степени (18 июня 1966 года). По общей хронологии является четвёртым в мире калькулятором после британского Anita, итальянского IME 84 и американского Friden. Имя калькулятора «Элка» положило начало выпуску одноимённой серии болгарских калькуляторов.

## Характеристики
Калькулятор был выполнен на транзисторах с 16-разрядными регистрами. Он имел возможность не только выполнять простейшие арифметические действия, но и вычислять квадратный корень, производить целочисленное деление, вычислять среднее арифметическое, фиксировать десятичный разделитель с последующим округлением числа и т.д.. По функциям он был схож с калькуляторами того времени (Anita, IME 84 и Friden). В то же время в некоторых источниках утверждалось, что этот калькулятор был первым в мире, позволявшим вычислять квадратный корень числа. Сами болгары отмечают, что разработка калькулятора стала значительным достижением для их науки.

## Реализация
Впервые калькулятор был продемонстрирован перед Тодором Живковым и членами Политбюро 17 апреля 1965 года. 5 мая того же года он был представлен в Москве на международной выставке «Инфорга-65»: профессор Иван Попов представил калькулятор советским чиновникам (в том числе представителям Госплана СССР) в болгарском торговом представительстве. Руководство болгарской делегации, говоря о первом разработанном в стране отечественном калькуляторе, выражало желание увидеть свою продукцию на мировом рынке. Попов в течение года вёл переговоры с советским руководством о возможном налаживании серийного производства, однако не смог убедить Госплан.
Несмотря на неудачу в переговорах с СССР, болгары успешно экспортировали калькуляторы в другие страны СЭВ, в том числе в Чехословакию и ГДР. Первоначальное производство велось на заводе «Электроника» в Софии, но позже продолжалось на заводе «Оргтехника» в Силистре.